# Teebee
Torgeir Byrknes, znany pod pseudonimem artystycznym Teebee – norweski disc jockey i producent drum and bass. Prowadzi również wytwórnię płytową Subtitles Recordings. Teebee rozpoczął działalność DJ-ską w 1990 roku i wydał swój pierwszy album w 1996 roku. Zdobył nagrodę Knowledge Magazine dla najlepszego międzynarodowego producenta w 2001 roku.

## Dyskografia

### Albumy
- Black Science (with Polar as K) (1999)
- Black Science Labs (2000)
- Travel in Silence EP|Subtitles (2001)
- Through the Eyes of a Scorpion (2001)
- The Legacy (2004)
- Anatomy (with Calyx, Momentum Music 2007)
- All or Nothing (with Calyx, RAM Records 2012)
- "1x1" (Calyx & Teebee) RAM Records 2016

### Mixy DJ-skie
- DJ TeeBee & K Present: The Deeper Side of Drum and Bass (2001)
- Carpe Diem (2006)
- Subliminal (2006)
- FabricLive.76 (2014)